# 鍛治絵里子
鍛治 絵里子（かじ えりこ、1979年8月17日 - ）は、41プロモーション所属のアナウンサー、司会者である。

## 略歴
群馬県みなかみ町生まれで、富山県高岡市育ち。高岡市立西条小学校、高岡市立高岡西部中学校、富山県立高岡南高等学校、大妻女子大学卒業。
大学卒業後に北日本放送に契約アナウンサーとして活躍したのち、2007年7月に契約社員としてラジオたかおかに入社。2012年まで在籍した 土田由香里とともに、2015年6月に至るまで同社の屋台骨を支えてきた。現在は同郷の山本洋一が経営する41（フォーワン）プロモーションに所属し、司会業などで幅広く活躍している。

## 現在の担当番組
- 『たかおか！広小路ステーション』『西田所長のT-STYLE』など

## 過去の担当番組
- 『こみゅに亭762』 など

## 人物
ラジオたかおかでの過去の番組内での本人の発言を基にまとめている。
- 母親は水上温泉の旅館の娘。
- 7歳年下の妹がいる。
- 父親がタイヤ屋を経営していたことからクルマ好きであり、「クルマはスタイルが大事」という持論を有する。自身も日産フェアレディZのオープンカーを所有。
- 身長168cmの長身だが、少食なこともあり華奢な体型である。
- 魚介類や生クリームが大の苦手。
- 中学・高校と吹奏楽部に所属し、クラリネットを吹いていた。
- マイケル・ジャクソンをこよなく愛する。
- 無類の猫好きであり、自身もロシアンブルーの雌猫を飼っている。
- スポーツには無関心であるが、フィギュアスケートは好きである。
- ドライブ好きであるが、基本的にインドア派。休日には一切自宅から出ないことも多い。